# Burggravenlaan
De Burggravenlaan is de belangrijkste doorgaande straat in de Burgemeesterswijk in de Nederlandse stad Leiden. De straat is bijna een kilometer lang en loopt vanaf de Hoge Rijndijk eerst zuidelijk, daarna zuidwestelijk tot aan de Stadsmolensloot, waarna de laan overgaat in de De Sitterlaan richting station Lammenschans en de Lammenschansweg. De bouw dateert van de jaren tussen de twee wereldoorlogen.
De Burggravenlaan is jaarlijks het traditionele vertrekpunt van de Grote Optocht van de viering van Leidens Ontzet.